# 重兼壽夫
重兼 壽夫（しげかね ひさお、1951年1月6日 - ）は、日本の実業家。東京都生まれ。元 富士電機代表取締役。

## 来歴
1974年3月に、名古屋工業大学工学部を卒業し、富士電機製造（当時）に入社する。入社後は半導体の企画開発部門を歩み、パワートランジスタの研究開発に携わった。 1999年に富士日立パワーセミコンダクタの取締役に就任する（2002年7月に社長に昇進）。この間、1995年には信州大学大学院工学研究科後期博士課程を修了した。
2003年10月に富士電機デバイステクノロジーが発足すると半導体事業本部産業本部長となり、取締役（2004年）、常務取締役（2006年）、副社長（2008年4月）を経て、2008年6月に社長に就任した。
2011年7月に富士電機デバイステクノロジーが富士電機に吸収されるのに前後して、富士電機取締役となる。副社長（2012年4月、6月より代表取締役を兼ねる）を経て、2014年6月に特別顧問となった（副社長は同年3月末で退任）。

## 共著
- 今井孝二 監修『パワーエレクトロニクスハンドブック』「II　第1章　1.3　1.3.9　パワーモジュールの分類」(pp.134-)、R&Dプランニング、2002年。国立国会図書館書誌ID:000003655097